# Willem Marinus Versteeg
Willem Marinus Versteeg (Arnhem, 13 november 1895 – Vught, 20 december 1948) was een Nederlandse politiefunctionaris die tijdens de Tweede Wereldoorlog nauw samenwerkte met de Duitse bezetter. Hij was hoofdcommissaris in Wageningen, Amersfoort en Schiedam.

## Levensloop
Versteeg werkte van 1919 tot 1939 als politie-inspecteur in Velp. Hij trad ook enige tijd op als waarnememd hoofdcommissaris in Rheden. Daarnaast trad hij op als goochelaar op feestjes. Hij was plaatselijk hoofd van de Luchtbeschermingsdienst en was actief bij Vereeniging voor Veilig Verkeer, de voorloper van Veilig Verkeer Nederland.
Na het eerste oorlogsjaar begon Versteegs opmars binnen het politiekorps. Dankzij zijn NSB-lidmaatschap werd hij benoemd tot politiecommissaris in Wageningen. Versteeg werkte nauw samen met de Nieuwe Orde en stond er om bekend kleine vergrijpen niet over het hoofd te zien. Zo arresteerde hij de later geliquideerde arts Jan Boes toen hij deze erop betrapte fietsers te waarschuwen voor een rijwielvordering. Twintig mensen die de avondklok hadden genegeerd werden twee weken opgesloten in Kamp Vught. De journalist Louis van Coeverden bracht twee jaar in Duitse concentratiekampen door nadat Versteeg hem bij een bushalte een opmerking hoorde maken over het benzinetekort dat volgens Van Coeverden aan Hitler te danken was.
De broers Willem en Jacobus Westland gaven in maart 1943 opdracht tot liquidatie van Versteeg. In de avond van 9 maart 1943 werd hij bij zijn huis op de Wageningse Berg driemaal beschoten, maar was slechts lichtgewond. Een midden in de nacht voorbijrijdende fietser werd aangehouden. Deze wilde nagaan of de aanslag succesvol was verlopen. Tijdens de verhoren sloeg de fietser door en noemde de namen van de broers-Westland en andere betrokken, waaronder Karel Verschuur. Zowel Verschuur als beide broers ontkwamen in eerste instantie, maar werden in een later stadium van de oorlog alsnog gearresteerd en gezamenlijk geëxecuteerd in Kennemer duinen bij Bloemendaal.
Versteeg, die een reputatie had als alcoholist, vroeg overplaatsing aan naar Amersfoort waar hij in juni 1943 benoemd werd tot hoofdcommissaris. In Amersfoort werd Versteeg dag en nacht beveiligd door twee lijfwachten. Niet onterecht, want na twee maanden bleek dat Amersfoortse politiemannen een aanslag op zijn leven beraamden. Een van hen was Herman Reinten die in 1945 overleed in Neuengamme.
In Amersfoort kwam Versteeg in botsing met de plaatselijke Weerbaarheidsafdeling, wat mogelijk leidde tot zijn snelle vertrek. Vijf maanden later alweer maakte hij de overstap naar Schiedam. In Schiedam zou Versteeg met het oog op een naderende Duitse nederlaag zich veel minder fanatiek hebben ingezet voor de nationaalsocialistische zaak. Tegelijkertijd gaf hij de namen van twaalf politieagenten door die stiekem luisterden naar de Engelse radio. Negen van hen overleden in gevangenschap.
Na de oorlog werd Versteeg gearresteerd. Tot berechting zou het nooit komen. In oktober 1947 ontsnapte hij uit een Vlaardings interneringskamp en vluchtte naar Spanje. Op 10 december 1948 keerde hij terug naar Nederland. Bij aankomst op Schiphol werd hij meteen gearresteerd. Hij leed aan maagkanker en moest op een brancard het vliegtuig verlaten. Tien dagen later overleed hij in Kamp Vught.

## Persoonlijk
Versteeg was getrouwd met Foekje Spieksma.